# Độc quyền bạo lực
Trong triết học chính trị, độc quyền bạo lực hay độc quyền sử dụng vũ lực hợp pháp là một tính chất của một thực thể chính trị mà là thực thể duy nhất có thẩm quyền sử dụng vũ lực một cách hợp pháp, và vì vậy, là nhà cầm quyền tối cao của khu vực đó.
Trong khi độc quyền về bạo lực như một khái niệm xác định về nhà nước được Max Weber mô tả lần đầu tiên trong tiểu luận Chính trị như một ơn gọi (Politics as a Vocation) (1919), độc quyền của việc sử dụng vũ lực hợp pháp là một khái niệm cốt lõi của luật công hiện đại, với tác phẩm năm 1576 của nhà luật học và triết học chính trị người Pháp Jean Bodin Les Six livres de la République và cuốn sách Leviathan năm 1651 của nhà triết học người Anh Thomas Hobbes. Max Weber mô tả nhà nước là bất kỳ tổ chức nào thành công trong việc nắm giữ độc quyền sử dụng, đe dọa, hoặc cho phép vũ lực chống lại cư dân trên lãnh thổ của mình. Độc quyền như vậy, theo Weber, phải xảy ra thông qua một quá trình hợp pháp hóa.